# GAZ-M20 Pobeda
Automobilul GAZ-M20 Pobeda în (rusă ГАЗ-М20 Победа, transliterat: Victoria) este un autovehicul produs în Uniunea Sovietică
la uzina Gorkovski Avtomobilnîi Zavod (Uzina Molotov), concepută și proiectată în anii 1940 ca model foarte robust având un motor în patru cilindri. 
Era unul din cele mai răspândite modele de taxiuri în România până la sfârșitul anilor 1960, expresia „am venit cu Pobeda” echivalând cu „am venit cu un taxiu”.

## Date tehnice
Pentru modelul GAZ-M20 Pobeda.
- Motor: cu aprindere prin scânteie - patru cilindri - patru timpi
- Putere: 50 PS (37 kW) la 3600 min−1
- capacitate cilindrică: 2112 cm³
- alezaj: 82 mm
- cursa pistonului: 100 mm
- Raport de compresie: 6,2:1
- ambreiaj: uscat, un disc
- cutie de viteze: mecanică, manuală, 3 înainte, 1 marșarier
- viteza maximă: 105 km/h
- caroserie: autoportantă
- rezervor de combustibil: 55 l
- consum: 13,5 l/100 km
- transmisie: 4×2
- instalație electrică
  - demaror: ST-9, 1,7 PS
  - baterie: 12 V, 50 Ah
  - alternator: Typ G20, 12 V
- aprindere: 1-2-4-3

### dimensiuni și greutate
- lungime: 4665 mm
- lățime: 1695 mm
- înălțime: 1590 mm
- ecartament față: 1364 mm
- ecartament spate: 1362 mm
- gardă la sol: 200 mm
- ampatament: 2700 mm
- rază de întoarcere: 12,6 m
- greutate: 1350 kg

## Galerie foto

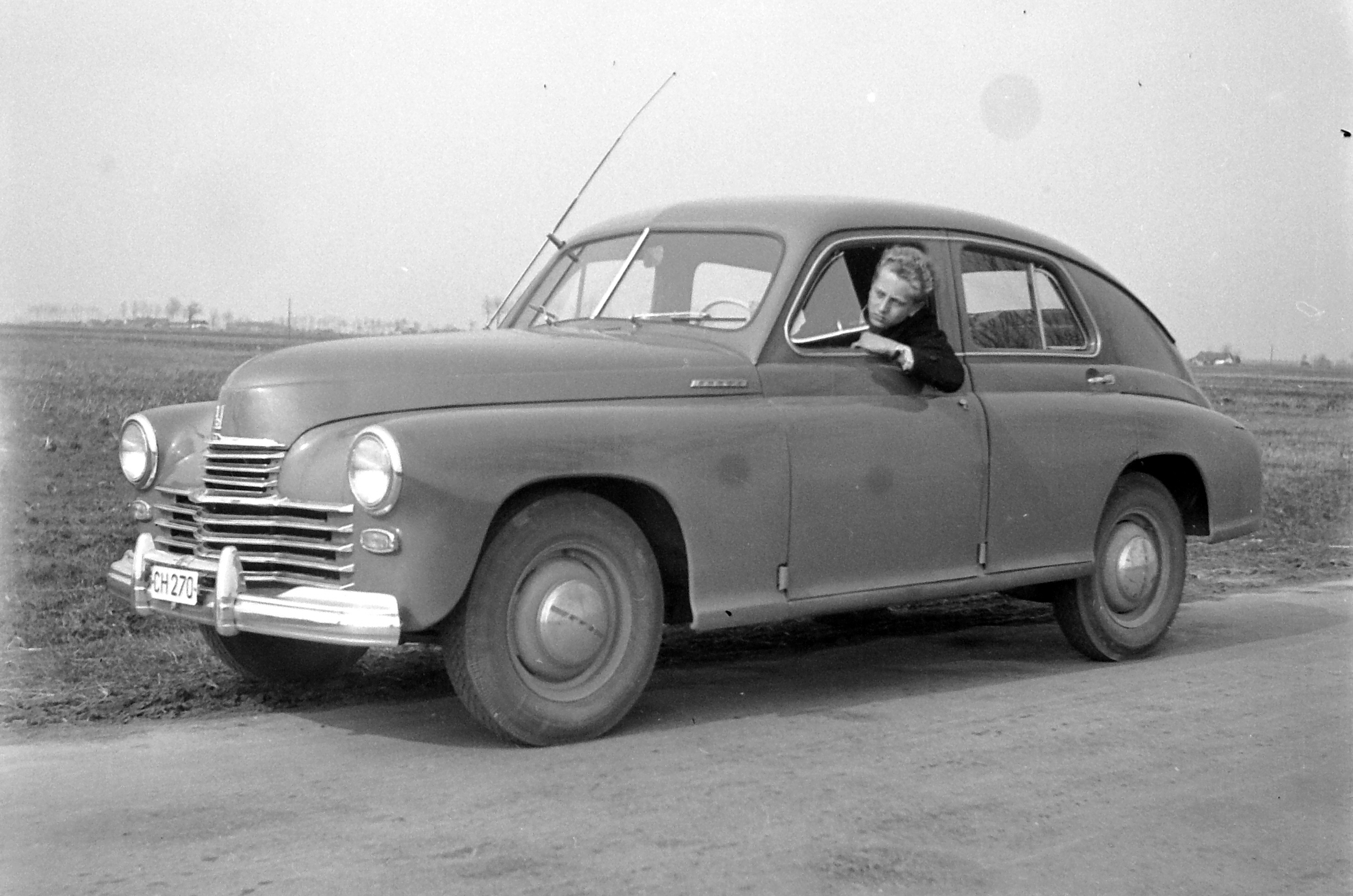
Automobil GAZ M 20 Pobeda
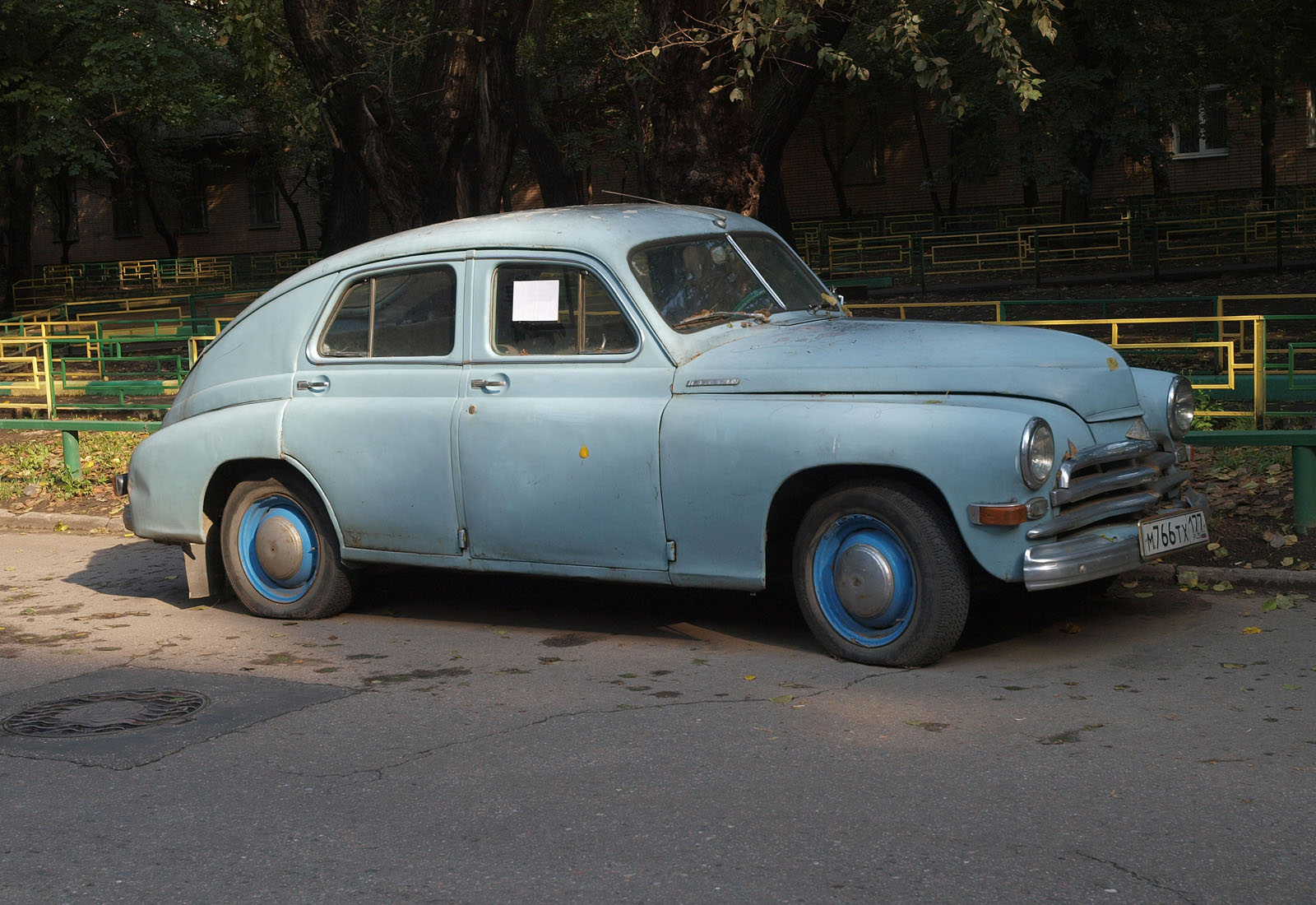
Automobil Pobeda
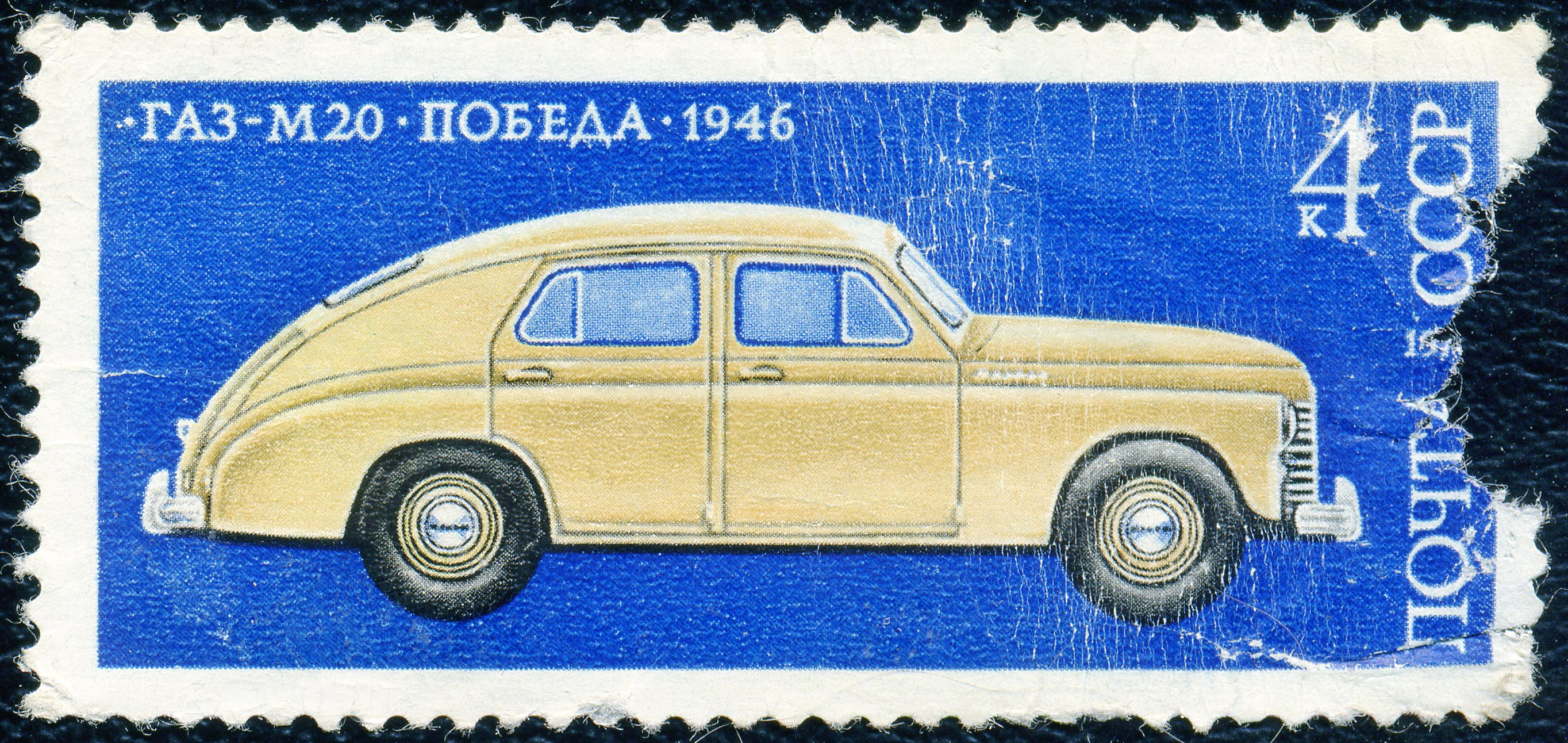
Timbru sovietic ilustrând o Pobedă
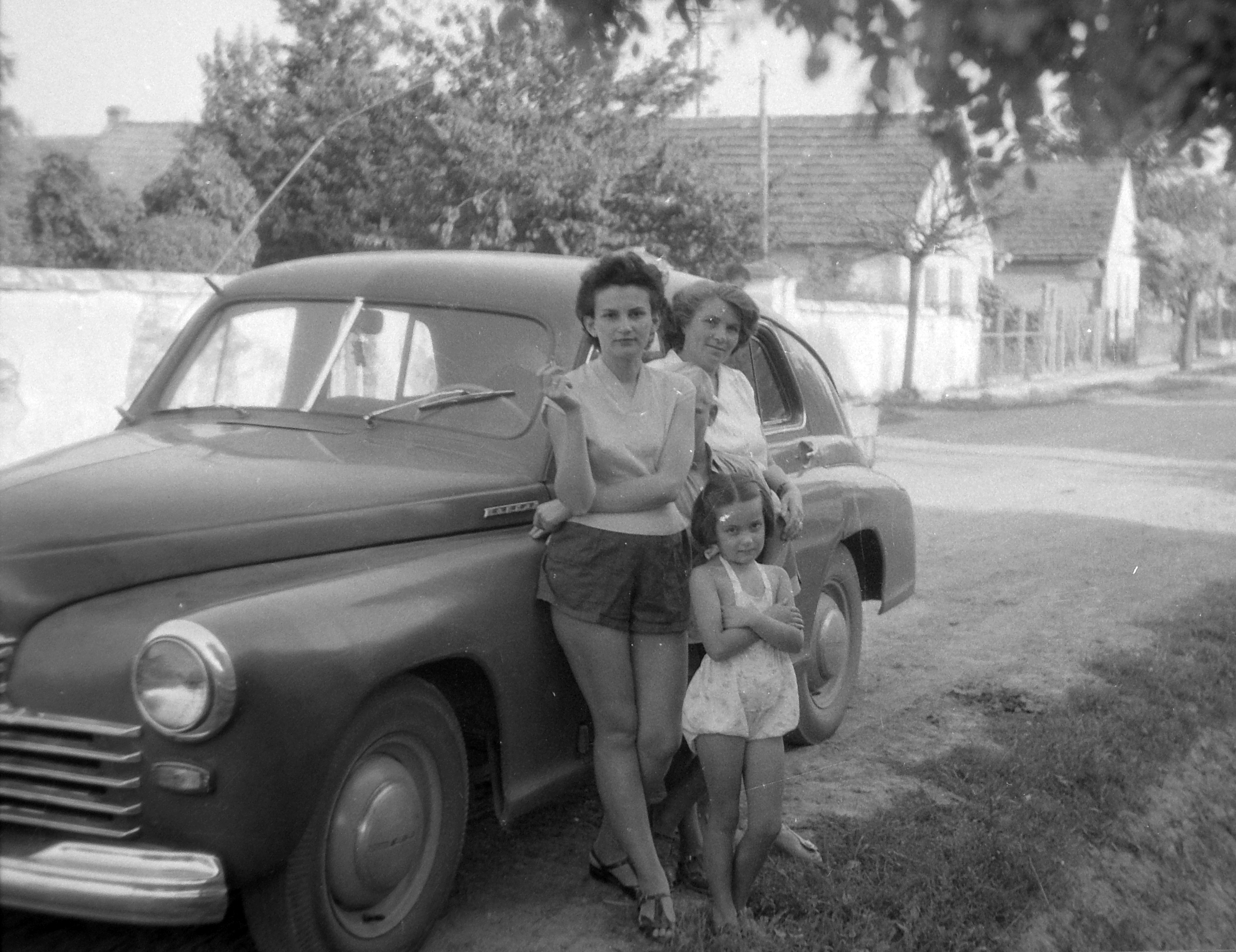
Pobeda și moda anilor 1950
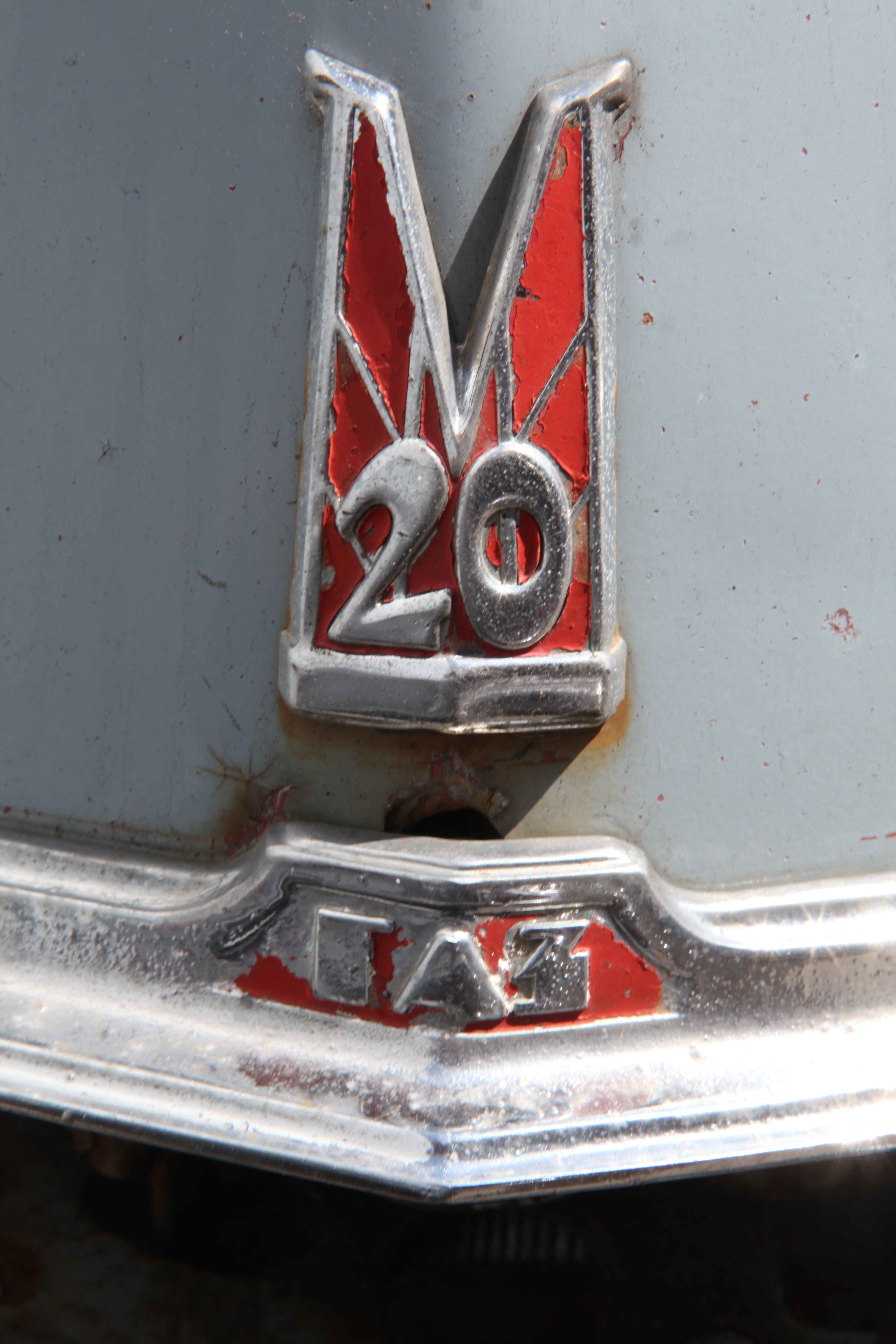
Emblema
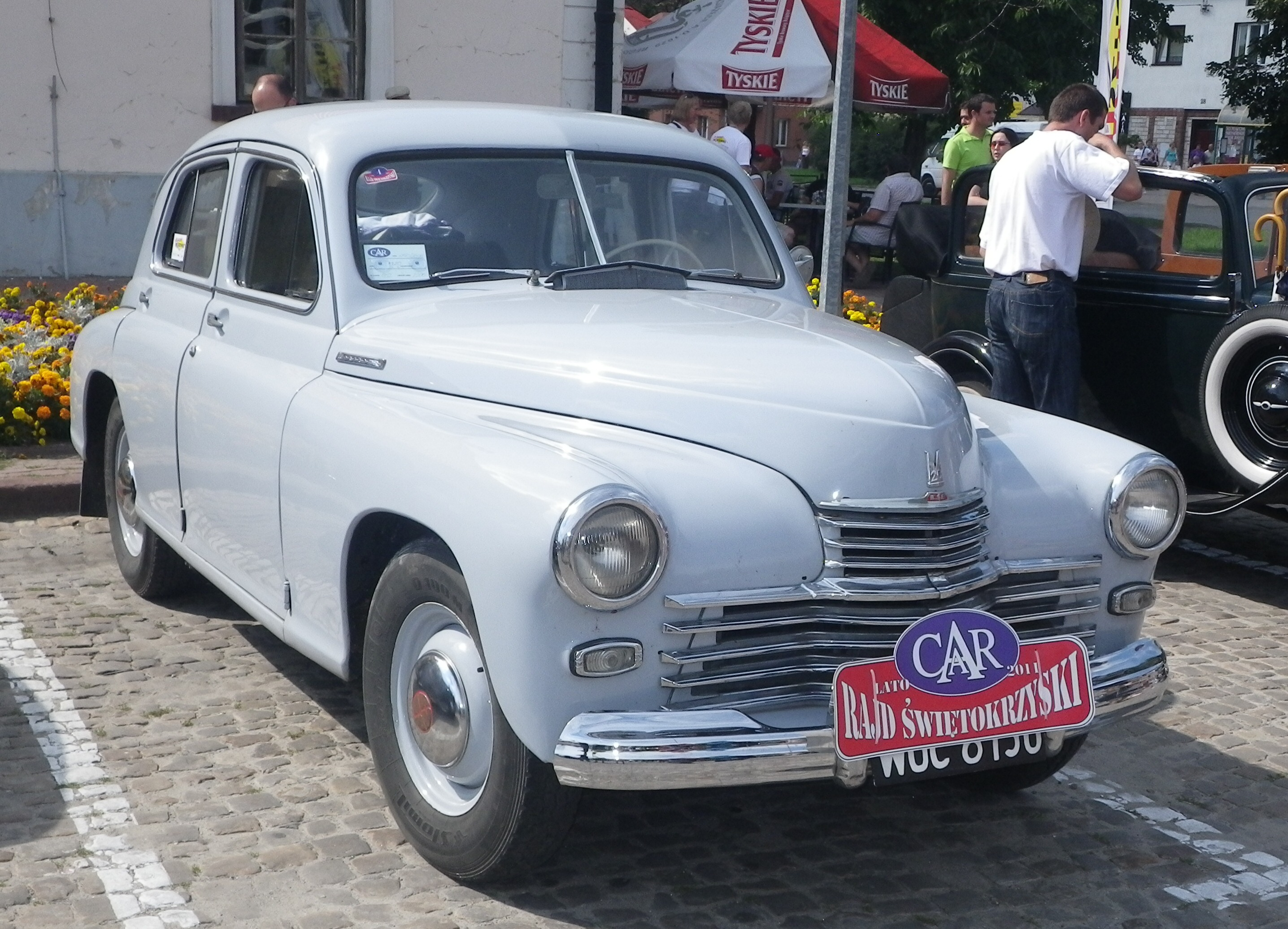
Automobil Warszawa M20
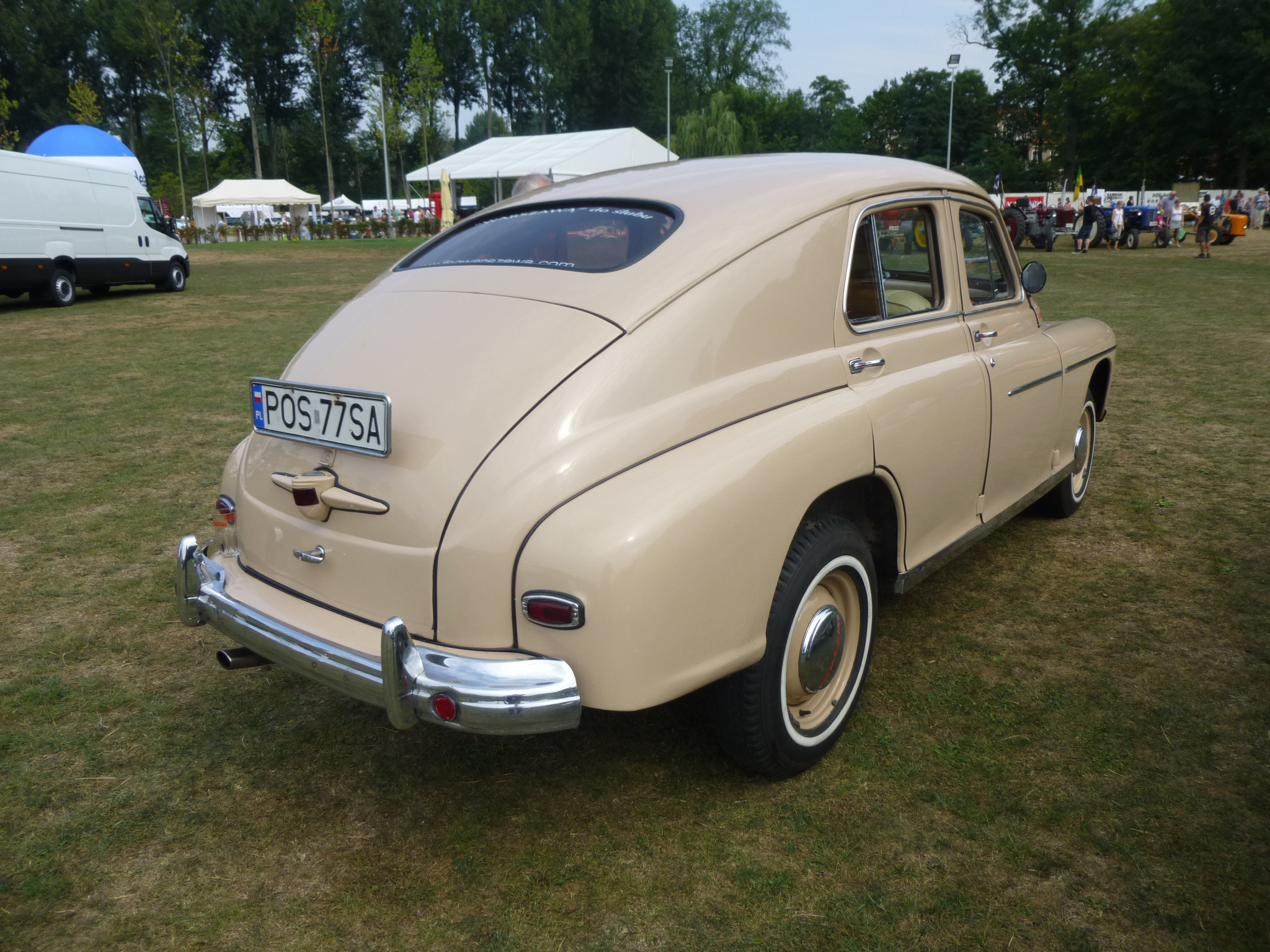
Automobil Warszawa M20
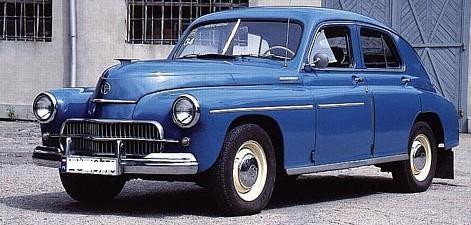
Warszawa
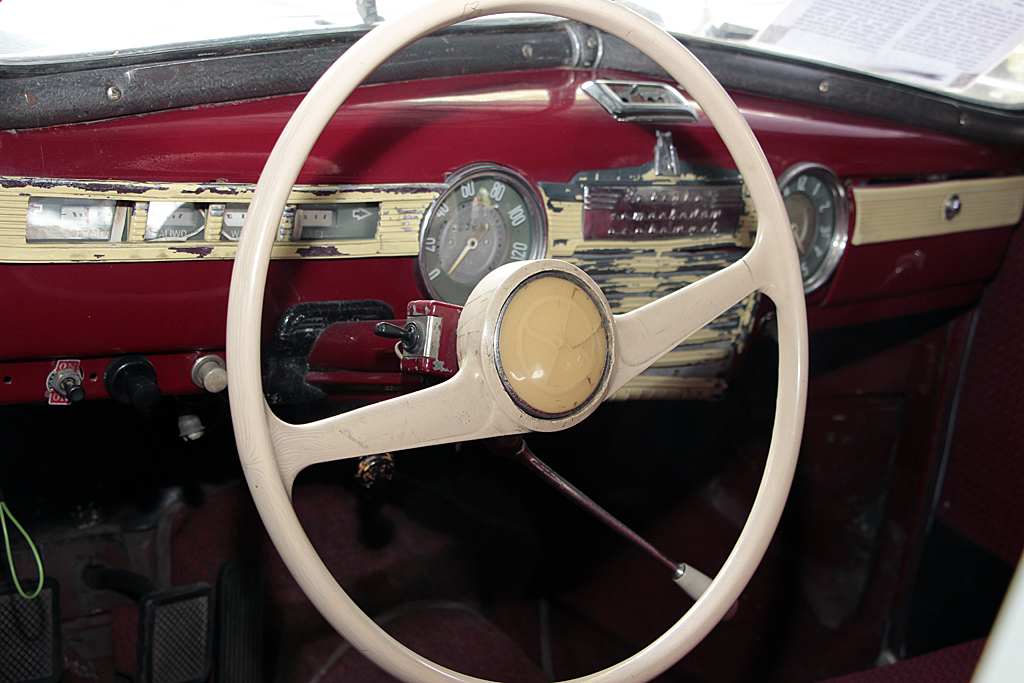
Bordul unei Warszawa